# Bernabé Zapata Miralles
Bernabé Zapata Miralles (* 12. Januar 1997 in Valencia) ist ein spanischer Tennisspieler.

## Karriere
Zapata Miralles begann mit sechs Jahren das Tennis. Er spielte in seiner Zeit als Junior nur wenige Turniere auf der ITF Junior Tour und erreichte dort mit Platz 156 seine beste Platzierung in der Junior-Weltrangliste. Die US Open 2015 waren das einzige Junior-Grand-Slam-Turnier, welches er spielte. Hier verlor er aber jeweils im Einzel und Doppel früh.
Bei den Profis spielte Zapata Miralles ab 2013 auf der drittklassigen ITF Future Tour. Hier gewann er 2015 seine ersten drei Titel, davon zwei im Einzel. 2016 gewann er drei Einzeltitel, sodass er erstmals in den Top 400 stand. Im Oktober spielte er in Casablanca zudem sein erstes Turnier auf der höher dotierten ATP Challenger Tour, wo er nach erfolgreicher Qualifikation sogleich das Viertelfinale erreichte. Das Jahr beendete er auf Rang 407 der Weltrangliste. 2017 kam er wiederum zu drei Future-Titeln, die ihn zusammen mit einigen gewonnenen Matches bei Challengers in der Weltrangliste auf Platz 300 abschließen ließen.
2018 ging der Spanier dank seines verbesserten Rankings hauptsächlich bei Challengers an den Start. Gleich zu Beginn des Jahres erreichte er in Bangkok sein erstes Halbfinale auf diesem Niveau, das gegen Marcel Granollers verloren ging. Nach einigen frühen Niederlagen schaffte Zapata Miralles im Mai in Genf im fünften Anlauf die Qualifikation zu einem Event der ATP World Tour. Dort überstand er mit einem glatten Sieg gegen Florian Mayer die Auftakthürde und verlor im Achtelfinale gegen Andreas Seppi. Mit Platz 224 erreicht er im Juli 2019 seine bis dato höchste Notierung in der Weltrangliste. Im Oktober 2019 erreichte er in Hamburg sein erstes Finale auf der Challenger Tour, welches er gegen Botic van de Zandschulp mit 3:6, 7:5, 1:6 verlor.

## Erfolge
| Legende (Anzahl der Siege) |
| Grand Slam                 |
| ATP Finals                 |
| ATP Tour Masters 1000      |
| ATP Tour 500               |
| ATP Tour 250               |
| ATP Challenger Tour (4)    |

### Einzel

#### Turniersiege
| Nr. | Datum             | Turnier   | Belag | Finalgegner        | Ergebnis      |
| --- | ----------------- | --------- | ----- | ------------------ | ------------- |
| 1.  | 6. September 2020 | Cordenons | Sand  | Carlos Alcaraz     | 6:2, 4:6, 6:2 |
| 2.  | 15. Mai 2021      | Heilbronn | Sand  | Daniel Elahi Galán | 6:3, 6:4      |
| 3.  | 1. August 2021    | Posen     | Sand  | Jiří Lehečka       | 6:3, 6:2      |
| 4.  | 14. August 2022   | Meerbusch | Sand  | Dennis Novak       | 6:1, 6:2      |

## Abschneiden bei Grand-Slam-Turnieren

### Einzel
| Turnier         | 2019 | 2020 | 2021 | 2022 | 2023 | 2024 | Karriere |
| --------------- | ---- | ---- | ---- | ---- | ---- | ---- | -------- |
| Australian Open | —    | Q1   | Q1   | Q1   | 1    | 1    | 1        |
| French Open     | —    | —    | 1    | AF   | 1    |      | AF       |
| Wimbledon       | —    |      | 1    | 1    | 1    |      | 1        |
| US Open         | Q1   | —    | 2    | 1    | 2    |      | 2        |

Zeichenerklärung: S = Turniersieg; F, HF, VF, AF = Einzug ins Finale / Halbfinale / Viertelfinale / Achtelfinale; 1, 2, 3 = Ausscheiden in der 1. / 2. / 3. Hauptrunde; Q1, Q2, Q3 = Ausscheiden in der 1. / 2. / 3. Qualifikationsrunde; nicht ausgetragen